# Abo Call
The Australian Abo Call war die erste Publikation, die für Aborigines von einem Aborigine herausgebracht wurde. Sie wurde von Jack Patten herausgebracht und erschien in sechs Ausgaben von April bis September 1938. Der Untertitel der Zeitung lautete The Voice of the Aborigines (Die Stimme der Aborigines). Patten war ein politisch aktiver Aborigines, der sich u. a. am ersten massenhaften Streik von Aborigines, dem Cummeragunja Walk-off, beteiligt hatte und der Initiator des Day of Mourning war.
Obwohl Patten Mitbegründer und Mitglied der Aborigines Progressive Association war, war der Sekretär dieser Organisation, William Ferguson, gegen den Abo Call, weil Ferguson ebenso eine Zeitschrift für Aborigines herausbringen wollte.
Abo ist eine beleidigende Bezeichnung für Aborigines, die sich in Verwendung in Australien befindet.
Die Zeitschrift Abo Call stellte nach sechs Monaten ihre Herausgabe ein, da es ihr an Geldmitteln fehlte.